# Pokémon Donjon Mystère : Explorateurs du ciel
Pokémon Donjon Mystère : Explorateurs du ciel (ポケモン不思議のダンジョン 空の探検隊, Pokémon Fushigi no Dungeon Sora no Tankentai) est un opus de la série de jeux vidéo Pokémon et de la série Donjon mystère sorti en 2009.

## Système de jeu
Explorateurs du Ciel est quasiment identique aux deux précédents opus sur Nintendo DS (Explorateur du Temps et de l'Ombre), à l'exception de certains événements qui changent, la découverte de nouveaux donjons, ou encore de nouveaux lieux à Bourg-Trésor, l'apparition de Shaymin, d'autant plus que de nouveaux Pokémon de départ sont disponibles comme Évoli, Riolu ; ainsi que l'apparition de missions annexes au jeu à but scénaristique (l'histoire de tel personnage, la fin vue de tel personnage,...)